# Бич Парк (Илиноис)
Бич Парк (енгл. Beach Park) град је у америчкој савезној држави Илиноис.

## Демографија
По попису из 2010. године број становника је 13.638, што је 3.566 (35,4%) становника више него 2000. године.
| Група             | 2000.         | 2010.         |
| Белци             | 7.922 (78,7%) | 7.706 (56,5%) |
| Афроамериканци    | 457 (4,5%)    | 1.455 (10,7%) |
| Азијати           | 150 (1,5%)    | 773 (5,7%)    |
| Хиспаноамериканци | 1.368 (13,6%) | 3.420 (25,1%) |
| Укупно            | 10.072        | 13.638        |